# Haidergarh
Haidergarh (o Haidargarh) è una suddivisione dell'India, classificata come nagar panchayat, di 14.043 abitanti, situata nel distretto di Barabanki, nello stato federato dell'Uttar Pradesh. In base al numero di abitanti la città rientra nella classe IV (da 10.000 a 19.999 persone).

## Geografia fisica
La città è situata a 26° 37' 0 N e 81° 22' 0 E e ha un'altitudine di 111 m s.l.m..

## Società

### Evoluzione demografica
Al censimento del 2001 la popolazione di Haidergarh assommava a 14.043 persone, delle quali 7.397 maschi e 6.646 femmine. I bambini di età inferiore o uguale ai sei anni assommavano a 2.505, dei quali 1.365 maschi e 1.140 femmine. Infine, coloro che erano in grado di saper almeno leggere e scrivere erano 8.142, dei quali 4.743 maschi e 3.399 femmine.